# USS Lewis and Clark (SSBN-644)
Pour les autres navires du même nom, voir USS Lewis and Clark.
Pour les articles homonymes, voir Lewis and Clark.
Le sous-marin nucléaire lanceur d'engins USS Lewis and Clark de l'United States Navy est un bâtiment de la classe Benjamin Franklin, premier navire à être nommé en l'honneur des explorateurs Meriwether Lewis et William Clark qui ont dirigé une expédition entre 1804 et 1805 visant à gagner le Pacifique depuis la côte est des États-Unis.
Il a été en service de 1966 à 1992.

## Construction
Le contrat de construction du Lewis and Clark fut accordé le 1er novembre 1962 au chantier naval Newport News Shipbuilding, dans l'état de Virginie. La quille du bâtiment fut posée le 24 août 1963. Il a été lancé le 20 mars 1965. Après des essais en mer, il est livré à l'US Navy le 21 janvier 1966 avant d'être commissionné le jour suivant. Il était alors sous le commandement du commander John F. Fagan pour l'équipage bleu du commander Kenneth A. Porter pour l'équipage or (équivalent rouge dans la Marine nationale).

## Carrière
Après ses essais en mer au large de Cape Canaveral, en Floride, le Lewis and Clark commença des patrouilles opérationnelles avec des missiles balistiques Polaris A3.
Le 21 juillet 1972, le Lewis and Clark termina sa conversion pour pouvoir transporter des missiles balistiques Poséidon C-3. Le 18 décembre de la même année, l'équipage or lança avec succès un de ces missiles.
Le 23 juillet 1981, le Lewis and Clark était à quai à son chantier naval d'origine pour subir un rechargement de son combustible nucléaire.

## Démantèlement
Retiré du service le 21 septembre 1993, le bâtiment participa alors au programme de recyclage des sous-marins nucléaires à Bremerton, dans l'état de Washington, recyclage qui se termina le 23 septembre 1996.
Diverses pièces du sous-marin sont conservées au Patriot's Point de Charleston, en Caroline du Sud.